# Sky Road

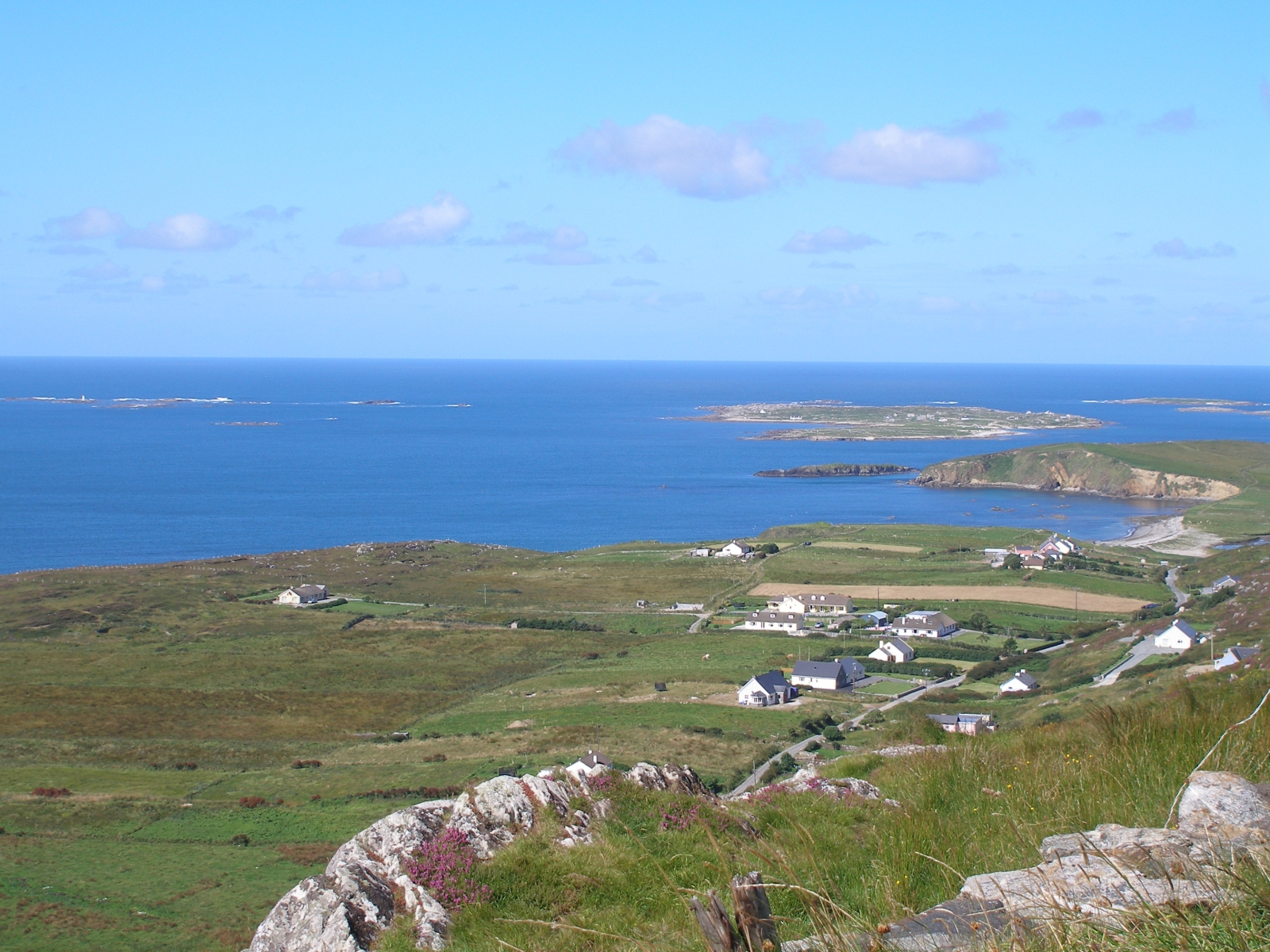
Vue vers l'Ouest depuis la Low Sky Road.

Sky Road est une route touristique du Connemara, en Irlande, qui décrit une boucle d'environ 10 km à partir de la ville de Clifden. 
Elle se divise en trois :
- la Beach Road longe la baie de Clifden ;
- la Low Sky Road est un peu plus haute que la Beach Road mais un peu plus bas que la Sky Road ;
- La Sky Road proprement dite est au sommet des montagnes ; de là-haut, on a une très belle vue sur l'océan, Inishbofin et les autres îles alentour. Cette route mène aussi au Château de Clifden.